# Ганди, Приянка
Приянка Ганди-Вадра (англ. Priyanka Gandhi Vadra; род. 12 января 1972 года) — индийский политик, дочь Раджива и Сони Ганди, попечитель Фонда Раджива Ганди, внучка Фероза и Индиры Ганди, представительница политической семьи Неру — Ганди.

## Ранние годы и образование
Приянка Ганди получила образование в Современной школе и монастыре Иисуса и Марии (Modern School and Convent of Jesus & Mary), затем изучала психологию в Колледже Иисуса и Марии Университета Дели.

## Карьера
"... I am very clear in my mind. Politics is not a strong pull, the people are. And I can do things for them without being in politics"
Ганди регулярно посещала избирательные округа её матери и брата Рай-Барели и Аметхи, где она проводила агитацию среди избирателей.
В этих округах она пользовалась большой популярностью, привлекая большие массы людей. Популярный лозунг в Амети на всех выборах был «Amethi ka danka, bitiya Priyanka» (Аметхи призывает Приянку [участвовать в выборах]).
На индийских всеобщих выборах 2004 года она была руководителем избирательной кампании её матери и помогала в предвыборной кампании своему брату Рахулу Ганди. На выборах 2007 года в Ассамблею штата Уттар-Прадеш, в то время как Рахул Ганди руководил кампанией в целом по штату, Приянка сосредоточилась на борьбе за десять мест в округах Амети и Рай-Барели, посвятив две недели сглаживанию разногласий внутри партии по вопросу о распределении кандидатов на места.

## Личная жизнь
Она вышла замуж за Роберта Вадру, бизнесмена из Нью-Дели. Свадьба состоялась 18 февраля 1997 года в доме Ганди, официальной резиденции партии по адресу 10 Janpath в Нью-Дели, и прошла согласно традиционной индуистской церемонии. У супругов двое детей: сын Райхан (Raihan) и дочь Мирайя (Miraya). Приянка Ганди является последователем буддийской философии и практикует Випассану как её преподаёт Шри Сатья Нарайян Гоенка.